# Епифаний (патриарх Константинопольский)
Епифаний (ум. 535) — константинопольский патриарх (25 февраля 520 года — 5 июня 535 года), святитель.

## Биография
До своего патриаршества, Епифаний был пресвитером, а также синкеллом патриарха Иоанна II Каппадокийца.
После смерти Иоанна II, Император Юстин I вместе со священством и народом избрали Епифания на патриаршество.
25 февраля 520 года Епифаний был возведен в сан патриарха Константинопольского.
9 июля 520 года Епифаний направил папе Гормизду письмо, в котором сообщил о своей приверженности Халкидонскому собору и исповеданию веры папы Льва Великого. Также Епифаний уведомил папу о том, что он придерживается договора от 519 года о восстановлении евхаристического общения между Константинопольской и Римской Церквей, согласно которому патриарх Константинопольский не должен поминать всех константинопольских патриархов, от Акакия до Иоанна II.
В 531 году запретил в служении некого Стефана, который был незаконным образом поставлен епископом города Ларесса.
5 июня 535 года патриарх Епифаний умер.

## Пямять
В православной церкви почитается в лике святителей. Память празднуется 7 сентября.